# 27287 Garbarino
27287 Garbarino è un asteroide della fascia principale. Scoperto nel 2000, presenta un'orbita caratterizzata da un semiasse maggiore pari a 2,3449939 UA e da un'eccentricità di 0,1775333, inclinata di 2,89525° rispetto all'eclittica.